# Гуреєв Іван Юрійович
Іва́н Ю́рійович Гуре́єв — український музичний педагог-методист, член Національної хореографічної спілки України, відмінник освіти України, лауреат премії імені Б. Хмельницького в галузі хореографії, нагороджений грамотою Верховної Ради України (2014), «Людина року-2013», неодноразовий стипендіат Хмельницької міської ради.

## З життєпису
Восени 1964 року був серед засновників ансамблю танцю «Подолянчик» Хмельницького палацу творчості дітей та юнацтва. Працював в ансамблі методистом, з 2008 року — керівник. 1987 року було знято фільм «Подолянчики» (студія «Укртелефільм», на замовлення Центрального телебачення).
«Подолянчик» в 2011—2012 роках
- став лауреатом І Міжнародного фестивалю-конкурсу «Созвездия в Несебре» (Болгарія), колектив здобув 6 перших місць;
- посів 3 перших місця та виборов Гран-прі на ІІІ Всеукраїнському фестивалі-конкурсі «Яскрава країна в Трускавці — 2012»;
- здобув 1-ше й 3-тє місця на І Всеукраїнському фестивалі-конкурсі українського народного мистецтва «Яскрава країна на Хортиці — 2012».

Дружина, Гуреєва Лариса Леонідівна — відмінник освіти України. Його батько, Гуреїв Юрій Іванович (1935—2008) — український хореограф, заслужений учитель України.